# Резенкин, Семён Зиновьевич
Семён Зиновьевич Резенкин (укр. Семен Зіновійович Резенкін; 4 марта 1925 — 11 ноября 2009) — советский арбитр, футболист и тренер. Судья всесоюзной категории, как главный арбитр провёл 23 игры Высшей лиги. Принимал участие в создании футбольного клуба «Арсенал (Харьков)». Участник Великой Отечественной войны, награждён боевыми орденами.

## Биография
Играть в футбол начал в харьковском «Спартаке», в середине 1930-х выступал за его юношескую команду.
В годы Великой Отечественной войны был стрелком-радистом экипажа танка Т-34. Воевал в составе Степного и 1-го Украинского фронтов. Во время войны был дважды ранен. Закончил войну под Прагой в мае 1945-го.
В послевоенное время выступал за сталинский «Металлург Востока», харьковские «Локомотив» и «Спартак», был капитаном последнего.
С 1953 года начал проводить судейство матчей чемпионата СССР. 7 сентября 1954 дебютировал как главный арбитр. Во время матча Кубка СССР 1958 года в Полтаве между местным «Колхозником» и днепропетровским «Металлургом» произошла драка. После того как в дополнительное время судья Резенкин удалил с поля игрока хозяев, В. Казанкина, среди толпы началось возмущение. Болельщики считали, что нужно было удалить также игрока «Металлурга». Наиболее отчаянные начали призывать к расправе над судьей. Их поддержала толпа, и в судью и днепропетровцев полетели камни, также был поврежден автобус гостей. Действия судьи были рассмотрены в бюро Полтавского обкома КПСС. Было отмечено, что Резенкин много ошибался, грубил, вызывающе себя вёл по отношению к боковым судьям. Было решено больше не приглашать харьковских судей на матчи в Полтаве.
18 ноября 1961 года Резенкин стал судьёй всесоюзной категории. Был включен в Список лучших футбольных судей УССР по итогам 1961 года. В течение 22-х сезонов обслуживал матчи чемпионата и кубка СССР. Провёл как главный арбитр 51 встречу, а в 72 матчах был боковым судьей.
После окончания карьеры судьи на протяжении 27 лет был председателем Коллегии арбитров города Харькова. Параллельно с судейской карьерой с 1954 года работал тренером харьковского «Спартака».
С 1987 года работал заместителем директора ДЮСШ «Спартак», а с 1996 года занимал должность директора стадиона «Спартак» и ДЮСШ по футболу при спорткомплексе «Акварена».
Был одним из основателей футбольного клуба «Арсенал», для которого стадион «Спартак» стал домашней ареной, а ДЮСШ стала основой для футбольной академии. Выступал против нового названия команды, считая, что нужно сохранить традиционное — «Спартак».
В Харькове был учреждён Кубок Резенкина, который разыгрывается среди ветеранов.

## Награды
За боевые заслуги был награждён нагрудным знаком «Гвардия», Орденом Красной Звезды, Орденом Отечественной войны 2-й степени и медалями.
6 ноября 1985 года был награждён Орденом Отечественной войны 1 степени в честь 40-й годовщины Победы советского народа в Великой Отечественной войне.
В 2004 году был награждён почетным отличием Федерации футбола Украины медалью «За заслуги».
В 2008 году был награждён Почетной грамотой Верховной Рады Украины.

## Ссылка
- Профиль на сайте FootballFacts.ru. Процитировано 13 апреля 2015.
- Официальный сайт «Металлиста». Процитировано 13 апреля 2015.
- Знаменитый арбитр не дожил до Евро-2012. Процитировано 13 апреля 2015.